# 京泉智士
京泉 智士（けいせん さとし・1991年3月11日  - ） は、日本のタレント、俳優、ファッションモデルである。
宮城県仙台市出身。サイズはT186B86W76H86、足28.0cm。

## 来歴
- スカウトされ、芸能界入りした。
- 東北高等学校在学中はソフトテニス部で活躍。

- 2011〜メキシコ合衆国立 Universidad Autónoma de Zacatecas (UAZ)大学に留学中。

## 出演

### ショー
- 東方神起 4th live tour 2009（宮城県総合運動公園総合体育館（セキスイハイムスーパーアリーナ））
- 仙台コレクション　2009
- 三井アウトレットパーク仙台港 Natural Bridal Collection 2009
- 庄内ガールズミーティング Shonai girls☆MTG 2010
- 仙台コレクション　2010
- アクアシティお台場　アクアコレクション　Aqua Collection 2010

### CM
- 山本学園高等学校「生徒募集」篇

### ドラマ
- 朝日放送「ちゃん動画乙」 レギュラー 男子大学生 役

### スチール
- イオンモール（イオンモール盛岡、イオンモール名取エアリ）

### 舞台
- 「Legend〜風のなかの塵〜」 脚本・演出／藤森一朗（2010年8月5日 - 9日 エアースタジオ-Air studio co.,ltd.-）火野 役

### 映画
- 『映画 怪物くん』 盗賊 役